# تترادراخما

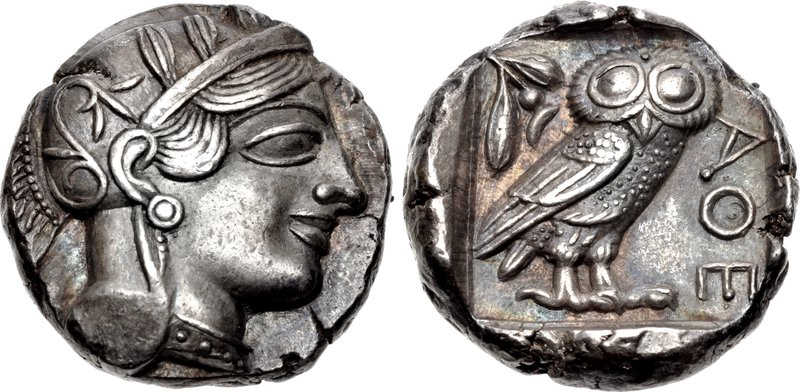
چهاردرهمی آتنی با چهره آتنا، سده پنجم پ. م

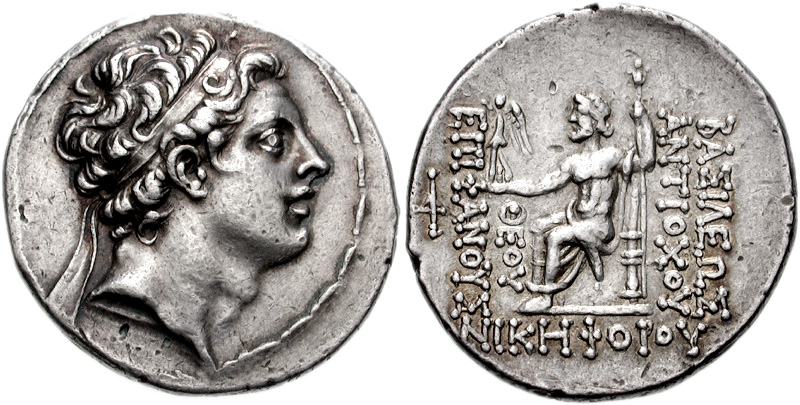
چهاردرهمی آنتیوخوس چهارم، پادشاه سلوکیان

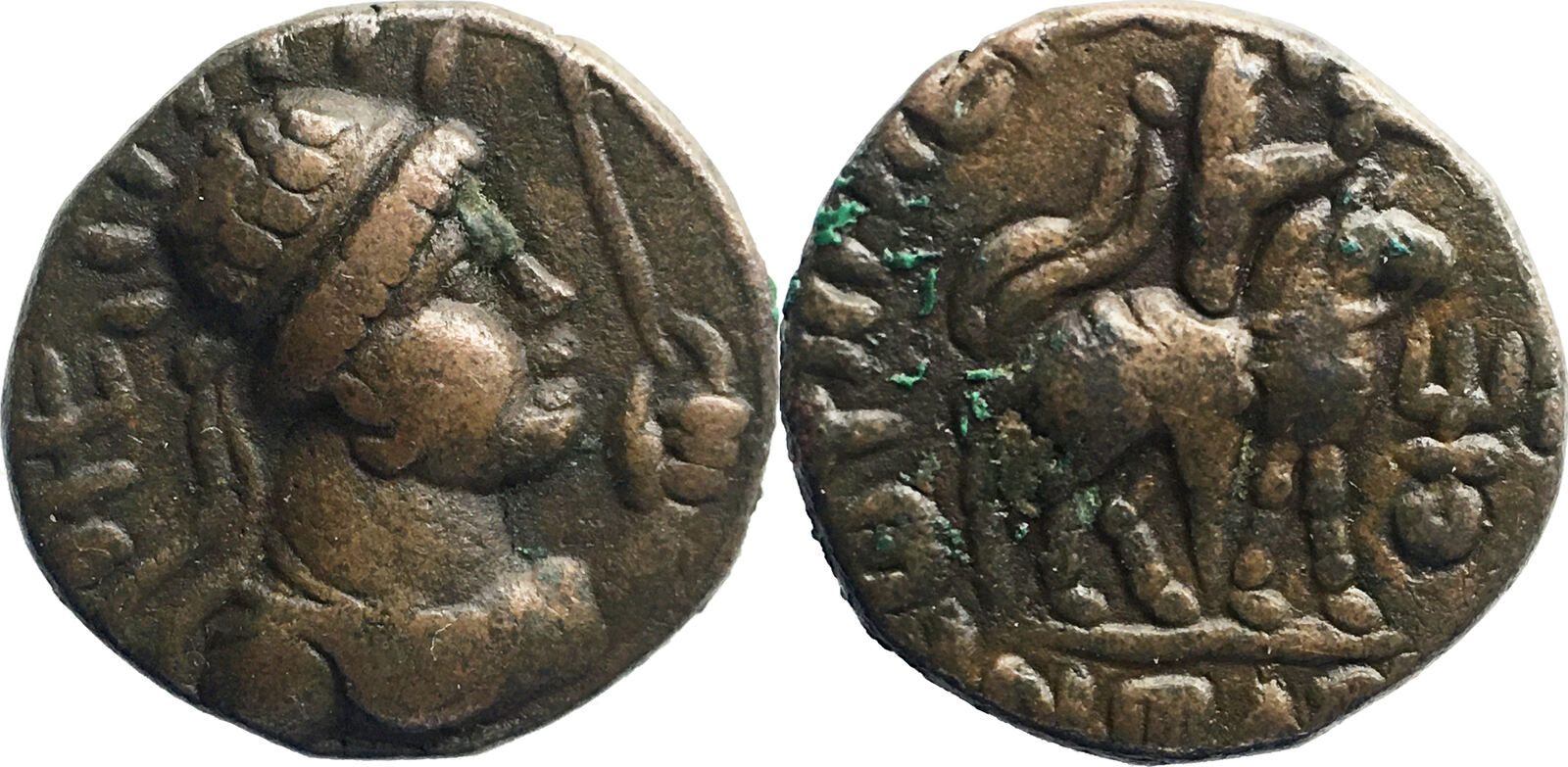
چهاردرهمی برنزی ویما تاکتو، شاهنشاه کوشانی

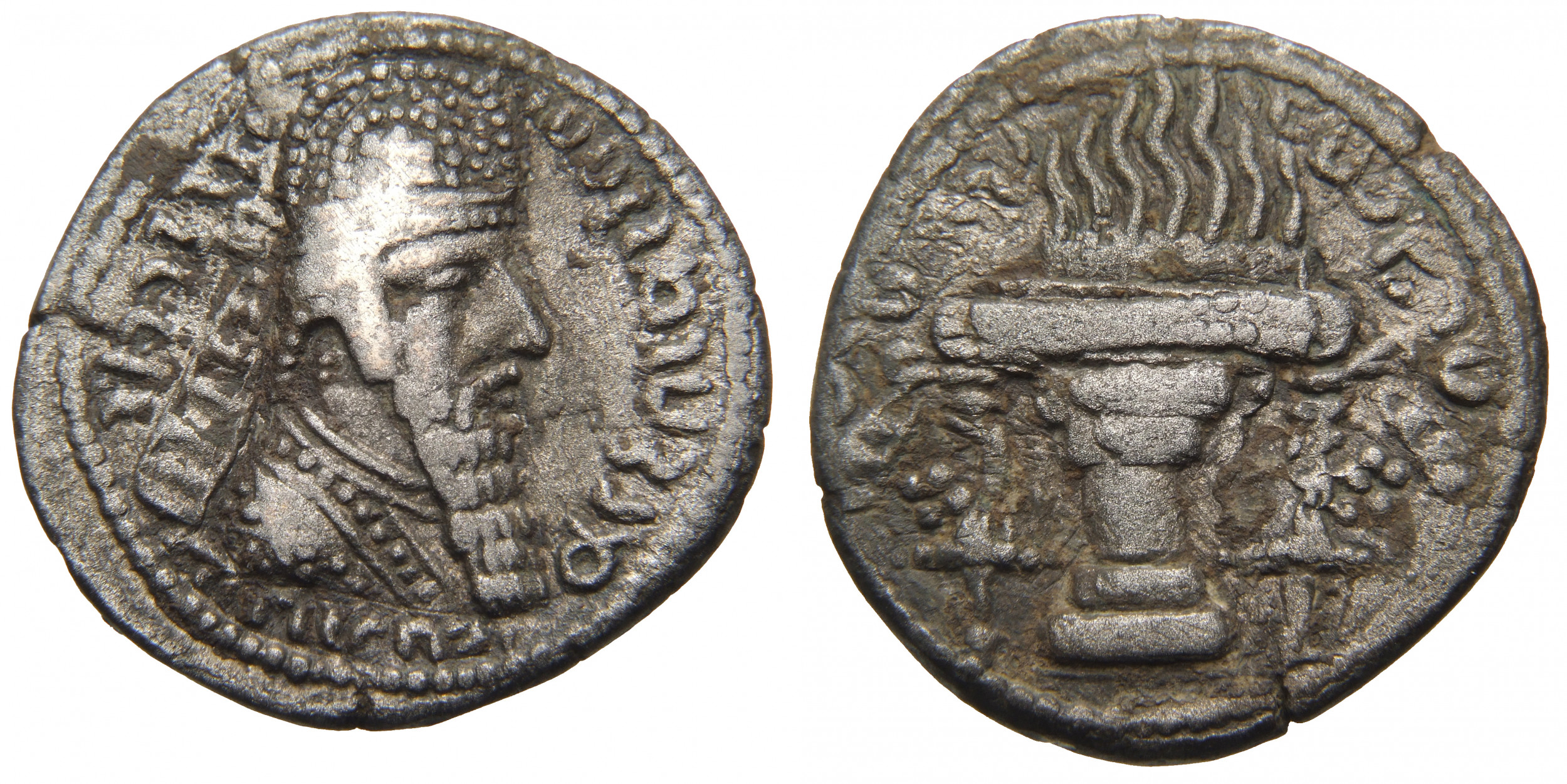
چهاردرهمی بیلون اردشیر بابکان، ضرب تیسفون

تترادراخما یا تترادرخم (یونانی: τετράδραχμον, لاتین‌نویسی: tetrádrachmon, به‌معنی «چهاردرهمی»)، سکه‌ای به ارزش چهار دراخما (درهم) در یونان باستان بود. از ابداعات پولی دولت‌شهر آتن در سده ششم پیش از میلاد به‌حساب می‌آمد. وزن ایده‌آل آن برپایه معیار آتنی برابر با ۱۷٫۲۶ گرم بود، که بعدها به معیار رایج امپراتوری مقدونی و بیشتر دولت‌های جانشین آن تبدیل شد. درکنار معیار آتنی، معیارهای کمتر رایج‌تری مانند معیار رودس با وزن ۱۳٫۴ گرم و معیار امپراتوری بطلمیوسی با وزن ۱۴٫۲ گرم نیز وجود داشت. معیار آتنی، استاندارد امپراتوری سلوکی بود، اما با وزن ۱۶٫۸ گرم اجرا می‌شد.
به‌دنبال فتوحات اسکندر سوم مقدونی و مقارن با عصر هلنیستی، تترادراخما توسط پادشاهی‌های یونانی‌تبار و یونانی‌مآب به نظام‌های پولی مناطق وسیعی از خاورمیانه، آسیای مرکزی و شبه‌قاره هند راه یافت. از همان دوران بود که وزن و کیفیت آن نیز به‌تدریج کاهش یافت. با توقف ضرب این نوع سکه در ایران و امپراتوری روم طی سده سوم میلادی، تترادراخما برای همیشه منسوخ شد. آخرین تترادراخماهای ایران را در زمان بهرام یکم ساسانی ضرب کردند. این نمونه‌های متأخر، آلیاژ بیلونی از مس با مقدار کمی نقره بودند.
در ایران، اشکانیان از زمان مهرداد یکم به‌عنوان جانشین امپراتوری سلوکی به ضرب تترادراخماها ادامه دادند. سلوکیه مرکز ضرب این سکه‌ها در قلمروی اشکانیان بود. تترادراخمای اشکانی در ابتدا بیش از ۱۶ گرم وزن داشت، اما از سال ۴۵ میلادی به بعد وزنش به ۱۴ گرم کاهش یافت. در بخش‌های شرقی فلات ایران، کوشانیان به‌عنوان جانشین دولت یونانی باختر به ضرب تترادراخما پرداختند. به‌جای نقره، کوشانیان، مس و برنز برای ساخت سکه‌های تترادراخمای خود برگزیدند. طی فراز و فرودهای دولت کوشانی، وزن تترادراخمای این امپراتوری میان ۵ گرم تا کمی بیش از ۱۶ گرم متغیر بود.